# Premonición
Premonición é o terceiro álbum de estúdio da carreira do cantor e compositor espanhol David Bisbal. Foi lançado em 26 de outubro de 2006, com uma grande repercussão em escala internacional, voltando a ser número em vendagens com este trabalho, que obteve cinco discos de platina na Espanha, e discos de ouro nos EUA, Porto Rico, Venezuela e Equador.

## Singles
O primeiro single do álbum foi "Quién Me Iba a Decir", foi número um na Espanha, Venezuela, Argentina, Colômbia, Chile, Porto Rico e Estados Unidos. O segundo single do álbum foi "Silêncio", que também conquistou o nº 1 nas paradas por quatro semanas consecutivas na Espanha. O terceiro single do álbum foi a canção "Oye El Boom", onde ficou em primeiro lugar em vários países.

## Turnê
O tour do álbum "Preomincíon Live", passou pela Espanha, América Latina, Alemanha, Holanda, Suiça, Áustria e Japão, onde seu hit "Oye El Boom" conseguiu ser número um na lista dos rádios internacionais. O lançamento de "Premonición Live" terminou um importante ciclo na carreira de David. Pois todo este trabalho, lhe reneram os prêmios "ONDAS 2006", na categoria "Melhor Artista Nacional" e o prêmio "Amigo 2007", indicado pelo público.

## Faixas
| Edição padrão  |                                                                         |                                                            |         |  |
| N.º            | Título                                                                  | Compositor(es)                                             | Duração |  |
| 1.             | "¿Quién Me Iba a Decir?"                                                | Kike Santander                                             | 3:39    |  |
| 2.             | "Silencio"                                                              | Santander                                                  | 3:31    |  |
| 3.             | "Como La Primera Vez"                                                   | David Bisbal/Santander                                     | 4:01    |  |
| 4.             | "Torre de Babel (Reggaeton Mix)" (feat. Vicente Amigo y Wisin & Yandel) | Santander                                                  | 4:18    |  |
| 5.             | "Amar Es Lo Que Quiero"                                                 | David Demaría                                              | 3:30    |  |
| 6.             | "Soldado De Papel"                                                      | Bisbal/Mauricio Gasca/Rafael Vergara                       | 4:08    |  |
| 7.             | "Premonicíon"                                                           | Bisbal/Santander                                           | 4:07    |  |
| 8.             | "Cuidado Nuestro Amor (I'll Never Let You Go)"                          | Bisbal/Christina Christian/Christian Leuzzi/Emanuel Olsson | 3:47    |  |
| 9.             | "Calentando Voy (I'm Just Warmin' Up)"                                  | Filipol Carrins/D. Clench/Eric Sanicola                    | 3:40    |  |
| 10.            | "Qué Tendrás"                                                           | Daniel Betancourt/Bisbal                                   | 4:04    |  |
| 11.            | "Amanecer Sin Ti"                                                       | Bisbal, Leuzzi, Vergara                                    | 3:59    |  |
| 12.            | "Aquí y Ahora"                                                          | Bisbal/Mauricio Gasca/Vergara                              | 4:05    |  |
| 13.            | "Torre de Babel (db Original Mix)"                                      | Santander                                                  | 3:12    |  |
| 14.            | "Torre de Babel (Wisin & Yandel Remix)"                                 | Santander                                                  | 4:22    |  |
| Duração total: | Duração total:                                                          | Duração total:                                             | 52:23   |  |

| Edição Alemã   |                |                                  |         |  |
| N.º            | Título         | Compositor(es)                   | Duração |  |
| 15.            | "Ave María"    | Kike Santander/Gustavo Santander | 3:31    |  |
| 16.            | "Bulería"      | Kike Santander/Gustavo Santander | 4:13    |  |
| Duração total: | Duração total: | Duração total:                   | 60:17   |  |

| iTunes (Bônus Track) |                                       |                |         |  |
| N.º                  | Título                                | Compositor(es) | Duração |  |
| 17.                  | "Cry For Me"                          |                | 3:32    |  |
| 18.                  | "Stop Loving You"                     |                | 3:38    |  |
| 19.                  | "The Sun Ain't Gonna Shine (Anymore)" |                | 3:09    |  |
| Duração total:       | Duração total:                        | Duração total: | 69:46   |  |

| DVD            |                                                      |                |         |  |
| N.º            | Título                                               | Compositor(es) | Duração |  |
| 1.             | "Making of Grabación album "Premonición""            |                |         |  |
| 2.             | "Grabación de la canción "Quién Me Iba a Decir""     |                |         |  |
| 3.             | "Entrevista a David Bisbal: El Disco"                |                |         |  |
| 4.             | "Entrevista a Daviid Bisbal: Los Productores"        |                |         |  |
| 5.             | "Entrevista a David Bisbal: Las Canciones"           |                |         |  |
| 6.             | "Entrevista a David Bisbal: Bônus Track"             |                |         |  |
| 7.             | "Quién Me Iba a Decir (vídeoclipe)"                  |                |         |  |
| 8.             | "Making Of Grabacíon Videoclipe (Quién Iba a Decir)" |                |         |  |
| Duração total: | Duração total:                                       | Duração total: | --      |  |

## Certificações & Vendagens
| País                  | Certificação | Vendas   |
| --------------------- | ------------ | -------- |
| Espanha - PROMUSICAE  | 5× Platina   | 300.000+ |
| Equador - FIFE        | Ouro         | 3.000+   |
| Estados Unidos - RIAA | Ouro         | 500.000+ |
| Venezuela - APROFON   | Ouro         | 5.000+   |